# Manufacturing Dissent
Manufacturing Dissent (bra: Fabricando Discórdia) é um documentário de 2007 que afirma que o cineasta Michael Moore usou táticas enganosas, utilizando como prova as gravações das declarações de entrevistados com queixas pessoais contra Moore. A artista norte-americana Jennifer Lopez também fez aparência pessoal no projecto.